# Brigitte Hamann
Brigitte Hamann (Essen, Alemania; 26 de julio de 1940-Viena, Austria; 4 de octubre de 2016) fue una historiadora y escritora germanoaustriaca.

## Biografía
Estudió Historia en Münster y en Viena y durante un tiempo trabajó como periodista en su población natal de Essen. En 1965 se casó con el historiador y profesor universitario Günther Hamann (1924-1994), trabajando como ayudante de su marido en la Universidad de Viena, antes de graduarse en 1978 con una tesis sobre la figura del príncipe heredero Rodolfo, hijo de Isabel de Baviera. Su tesis fue publicada en formato de libro ese mismo año, obteniendo un gran éxito editorial. Alemana de nacimiento, en Viena se naturalizó además austriaca. La pareja tuvo tres hijos.

## Críticas
Hitlers Wien. Lehrjahre eines Diktators es un estudio del período menos conocido en la vida del dictador Hitler, donde examinó cómo eran las actitudes de la sociedad en el momento de su estancia en Viena entre 1908 y 1913, y los efectos de su temor desmesurado a la infección y las mujeres. 
En 2002 publicó Die Familie Wagner, que es una biografía de Winifred Wagner, la mujer británica que se casó con Siegfried Wagner, hijo del compositor Richard Wagner, y que se convirtió en amiga íntima de Hitler. La publicación obtuvo la mención «Libro del Año». Ese mismo año recibió el «Concordia-Preis» en reconocimiento de su trabajo.

## Premios
- 1978 Premio Heinrich Drimmel
- 1982 Premio Comisso
- 1986 Premio Donauland Sachbuch
- 1995 Premio Anton Wildgans
- 1998 Premio Bruno Kreisky
- 2002 Libro del año 2002 por Winifred Wagner oder Hitlers Bayreuth
- 2002 Libro histórico del año 2002 también Winifred Wagner oder Hitlers Bayreuth
- 2002 Premio de honor del club de prensa Concordia
- 2004 Premio de la ciudad de Viena para periodismo
- 2006 Medalla de honor de la capital federal Viena en plata
- 2012 Premio de honor del comercio librero austriaco

## Obras en alemán
- Rudolf, Kronprinz und Rebell, Viena 1978
- Elisabeth, Kaiserin wider Willen, Viena 1981
- Mit Kaiser Max in Mexiko, Viena 1983
- Kaiserin Elisabeth. Das Poetische Tagebuch, Viena 1984
- Bertha von Suttner. Ein Leben für den Frieden, Múnich 1986
- Die Habsburger. Ein Biographisches Lexikon, Múnich 1988
- Nichts als Musik im Kopf. Das Leben von Wolfgang Amadeus Mozart, Viena 1990
- Elisabeth. Bilder einer Kaiserin, Viena 1995
- Meine liebe gute Freundin! Die Briefe Kaiser Franz Josephs an Katharina Schratt, Múnich 1992
- Hitlers Wien. Lehrjahre eines Diktators, Múnich 1996
- Kronprinz Rudolf. Majestät, ich warne Sie, Múnich 2002
- Winifred Wagner oder Hitlers Bayreuth, Múnich 2002
- Der erste Weltkrieg. Wahrheit und Lüge in Bildern und Texten, Múnich 2004
- Ein Herz und viele Kronen. Das Leben der Kaiserin Maria Theresia, Viena 2004
- Die Familie Wagner, Reinbek bei Hamburgo 2005
- Kronprinz Rudolf. Ein Leben, Viena 2005
- Mozart. Sein Leben und seine Zeit, Viena 2006
- Hitlers Edeljude. Das Leben des Armenarztes Eduard Bloch, Múnich 2008
- Österreich. Ein historisches Portrait, Múnich 2009